# 구름 인터렉티브
구름 인터렉티브는 대한민국의 비디오 게임 회사이다.

## 설명
구름 인터렉티브는 2006년에 설립된 기업이다. 비디오 게임을 제작하는 업체로 케로로 레이싱이 대표적인 기업의 제품이다. 케로로 레이싱을 비롯하여 케로로 팡팡도 구름 인터렉티브에서 제작한 비디오 게임이며 이외 브리스톨 탐험대도 구름 인터렉티브가 제작한 게임이 된다.

## 같이 보기
- 비디오 게임
- 기업